# 愛你入胃
《愛你入胃》（英語：Eating Miss Campbell）是一部2022年英國食人族恐怖喜劇片，由連恩·瑞根（Liam Regan）執導兼編劇，特羅馬娛樂出品。故事講述一名素食主義的哥德高中生愛上了新來的英語老師，並突然激發了對人肉的嗜好。
《愛你入胃》有著標準的「特羅馬風格」（血腥暴力、諷刺、裸露以及黑色幽默），引用、惡搞了多部電影以及時事，如哈維·溫斯坦性侵事件、《希德姐妹幫》（1989年）。2022年8月26日在英國的驚嚇影展上首映，之後陸續登上各影展放映。電影緬懷了2021年去世的演員之一布雷德·布拉克斯頓（Blade Braxton）。

## 劇情
貝絲·康納是英國亨南洛特高中（Hennenlotter High School）的哥德高中生，能打破第四道牆地向觀眾透露自己受困於低成本電影《愛你入胃》的劇組中，意圖透過自殺來解脫。貝絲在家中對父親馬克與後母法蘭琪·蘇莉文的過度親熱感到不悅，在校園中是惡霸三人組克拉麗莎、梅麗莎和莎賓娜（模仿《希德姐妹幫》）的目標，而學校的常駐約會強姦犯伊森則喜歡纏著她。
某一天，學校來了一位來自美國的新英語老師——坎貝爾小姐，貝絲開始意外著迷對方。同時，學校來了新任校長索耶先生，他奉董事的命讓校園發生大屠殺，以換取外界關注度；索耶於是設計了一場大胃王比賽，勝者能獲得一把手槍，選擇舉槍自盡或展開校園大屠殺。當貝絲吃掉了伊森的一根食指後，發現身為素食主義者的自己竟然對人肉產生興趣。貝絲的父母讓伊森來家中共進晚餐，但一直討厭伊森的貝絲卻偷偷地殺死了他，並將其分屍後送回了伊森父母家。
坎貝爾小姐在晚間遭到索耶先生的得力助手克萊德要求口交，但坎貝爾露出本性，不但咬下了他的陰莖還將其割喉殺害，最後斥責克萊德的哈維·溫斯坦行為。貝絲因被克拉麗莎三人認為殺了伊森而找麻煩，坎貝爾之後找上了貝絲，在一家餐廳中揭露了殺人犯的本性，並表示自己能與貝絲心意相通，兩人決定一起聯手反抗父權，最後讓貝絲吃著克萊德的腦袋。自此，貝絲和坎貝爾無比親近，坎貝爾還親自下廚人肉給貝絲吃。某天，兩人的關係被學校的董事圖斯克與主任南希、秘書迪茲發現，圖斯克無法忍受這種事，於是讓南希將坎貝爾趕回美國，但貝絲感到不滿，並交出了一枚神秘信封。
圖斯克從信封中的照片得知，私下有著施虐癖興趣的迪茲會與學生（伊森）上床，並認為這是與迪茲相戀的索耶該負的責任，更斥責索耶的失職，於是下令開除了索耶。索耶在經歷失去克萊德、校長一職以及迪茲的背叛後，決定持槍到校園展開發洩。南希在家遭綁架，並驚訝對方是本以為上了美國班機的坎貝爾，坎貝爾殺死了她。
貝絲從一場惡夢中醒來，隨後被坎貝爾注射昏迷。貝絲醒來後發現，包括坎貝爾、馬克與法蘭琪在內的康納一家子圍在餐桌，坎貝爾揭曉自己與都是食人魔的他們合作，密謀在今晚吃掉貝絲；坎貝爾過去也與馬克及法蘭琪合作，吃掉了貝絲的母親。貝絲解開掙脫後用手持式攪碎機殺死了一直討厭的法蘭琪，並咬死了父親，最後逃出家門。當晚，正是學校舉辦大胃王比賽的日子，索耶持槍歸來殺死了圖斯克和迪茲。貝絲在學校走廊用攪碎機殺死了坎貝爾，之後將其分屍後當成大胃王比賽的食物，令參加比賽的克拉麗莎三人難以下嚥，唯獨愛好人肉的貝絲將盤裡的食物吃個精光、取得優勝。與此同時，索耶闖進會場發狂似的朝學生開槍，但被貝絲用贏得的手槍槍殺。貝絲與討厭的克拉麗莎三人告別後，終能開心地舉槍自盡。
貝絲醒來後發現自己仍沒能逃離《愛你入胃》的劇組，因為《愛你入胃》打算拍攝續集。

## 演員
- 琳賽·克萊恩（Lyndsey Craine）飾演貝絲·康納（Beth Conner）
- 拉拉·巴洛（Lala Barlow）飾演坎貝爾小姐（Miss Campbell）
- 維托·特里戈（Vito Trigo）飾演索耶先生（Mr. Sawyer）
- 詹姆斯·哈默-莫頓（James Hamer-Morton）飾演馬克·康納（Mark Conner）
- 查莉·邦德（Charlie Bond）飾演法蘭琪·蘇莉文（Frankie Sullivan）
- 艾蜜莉·黑格（Emily Haigh）飾演克拉麗莎（Clarissa）
- 米凱拉·隆登（Michaela Longden）飾演梅麗莎·李-雷（Melissa Lee-Ray）
- 席拉·薩默斯（Sierra Summers）飾演莎賓娜（Sabrina）
- 亞歷山大·J·斯基納（Alexander J Skinner）飾演伊森·倫勃朗（Ethan Rembrandt）
- 賈斯汀·A·馬特爾（Justin A. Martell）飾演圖斯克·艾爾貝（Tusk Everbone）
- 安娜貝拉·里奇（Annabella Rich）飾演南希·阿普爾蓋特（Nancy Applegate）
- 達妮·湯普森飾演迪茲·蒙哥馬利（Deetz Montgomery）
- 勞倫斯·R·哈維（英语：Laurence R. Harvey）飾演克萊德·土倫（Clyde Toulon）
- 布雷德·布拉克斯頓（Blade Braxton）飾演午夜玫瑰（Midnight Rose）
- 勞埃德·考夫曼飾演山繆·威爾博士（Dr. Samuel Weil）

## 外部連結
- 《愛你入胃》於特羅馬娛樂網站 （页面存档备份，存于）
- 互联网电影数据库（IMDb）上《愛你入胃》的资料（英文）
- 爛番茄上《愛你入胃》的資料（英文）
- Metacritic上《愛你入胃》的資料（英文）
- 豆瓣电影上《愛你入胃》的資料 （简体中文）